# Жана-Жанбай
Жана́-Жанба́й (каз. Жаңа Жанбай) — село у складі Ісатайського району Атирауської області Казахстану. Входить до складу Наринського сільського округу.
Населення — 287 осіб (2021; 296 у 2009, 249 у 1999).